# Os préfrontal

Schéma des os du crâne d'un Dromaeosaurus (Le préfrontal est en vert).

L’os préfrontal ou préfrontal est un os séparant l'os lacrymal et l'os frontal trouvé dans de nombreux crânes de tétrapodes. Il est apparu dans le clade des Rhipidistia, qui comprend dipneustes et tétrapodomorphes.  Le préfrontal se trouve chez la plupart des dipneustes fossiles et actuels, les amphibiens et les reptiles. C'est un os très petit, fusionné au frontal ou qui a disparu chez de nombreux théropodes et est complètement absent chez leurs descendants modernes, les oiseaux. Le préfrontal a également disparu au début de l'apparition des Mammaliaformes et est donc absent chez les mammifères actuels.